# Bolimów (gmina)
Bolimów – gmina miejsko-wiejska w województwie łódzkim, w powiecie skierniewickim. W latach 1975–1998 gmina położona była w województwie skierniewickim.
Siedziba gminy to Bolimów.
Według danych z 30 czerwca 2004 gminę zamieszkiwało 4035 osób.

## Historia
Gmina Bolimów powstała za Królestwa Polskiego – 31 maja 1870 w powiecie łowickim w guberni warszawskiej w związku z utratą praw miejskich przez miasto Bolimów i przekształceniu jego w wiejską gminę Bolimów w granicach dotychczasowego miasta, z dołączeniem do niego połowy obszaru gminy Nieborów (Bolimowska Kolonia, Bolimowska Wieś, Humin, Humin-Dobra Ziemskie, Jasionna, Joachimów-Mogiły, Józefów, Kurabka, Sokołów, Wola Szydłowiecka, Wola Szydłowiecka-Kolonia, Wólka Łasiecka, Ziąbki).
15 lipca 1992 do gminy Bolimów włączono Sierzchów z gminy Nieborów.

## Struktura powierzchni
Według danych z roku 2002 gmina Bolimów ma obszar 112,21 km², w tym:
- użytki rolne: 60%
- użytki leśne: 34%

Gmina stanowi 14,84% powierzchni powiatu.

## Rezerwaty przyrody
Na terenie gminy częściowo znajduje się rezerwat przyrody Rawka chroniący koryto rzeki Rawki z rozgałęzieniami od źródeł do ujścia.

## Demografia

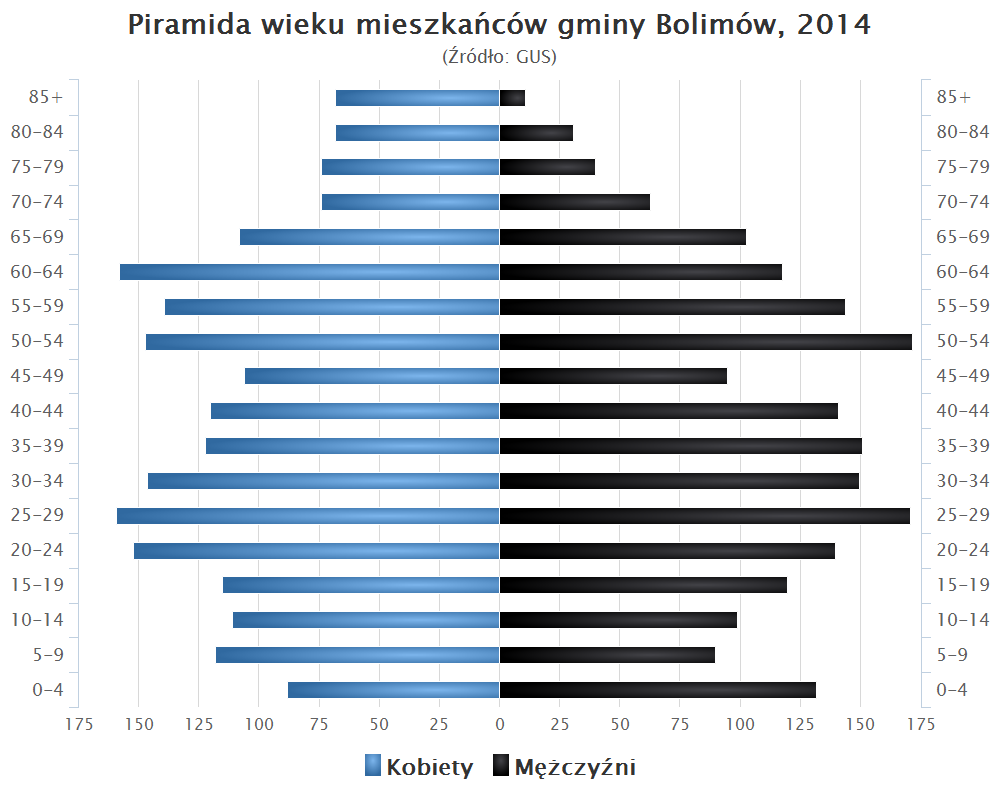
Piramida wieku mieszkańców gminy Bolimów w 2014 roku

Dane z 30 czerwca 2004:
| Opis                              | Ogółem | Ogółem | Kobiety | Kobiety | Mężczyźni | Mężczyźni |
| --------------------------------- | ------ | ------ | ------- | ------- | --------- | --------- |
| jednostka                         | osób   | %      | osób    | %       | osób      | %         |
| populacja                         | 4035   | 100    | 2051    | 50,8    | 1984      | 49,2      |
| gęstość zaludnienia (mieszk./km²) | 36     | 36     | 18,3    | 18,3    | 17,7      | 17,7      |

## Sołectwa
Bolimowska Wieś, Bolimów, Humin, Humin-Dobra Ziemskie (sołectwa: Humin-Dobra Ziemskie I i Humin-Dobra Ziemskie II), Jasionna, Joachimów-Mogiły, Józefów, Kęszyce-Wieś, Kolonia Bolimowska-Wieś, Kolonia Wola Szydłowiecka, Kurabka, Łasieczniki, Nowe Kęszyce, Podsokołów, Sierzchów, Sokołów, Wola Szydłowiecka, Wólka Łasiecka, Ziąbki, Ziemiary.

## Sąsiednie gminy
Nieborów, Nowa Sucha, Puszcza Mariańska, Skierniewice, Wiskitki